# Ahile
Ahile, Achilles sau Akhilleus (în greaca veche Ἀχιλλεύς) este un celebru erou din mitologia greacă (cunoscut mai ales datorită epopeii homerice Iliada), care a participat la războiul troian de partea grecilor.

## Nașterea lui Ahile și educația sa
Ahile era fiul zeiței marine Thetis și al muritorului Peleus - regele mirmidonilor din Fthia (sud-estul Tesaliei) și nepotul lui Zeus. Se spune că Thetis fusese râvnită atât de Zeus cât și de Poseidon, însă cei doi au renunțat la ea în favoarea lui Peleus atunci când titanul Prometeu a profețit că ea va aduce pe lume un fiu mai puternic decât tatăl lui. Atunci Zeus a dat-o de soție lui Peleus, care a trebuit mai întâi să o învingă pe Thetis în luptă.
Când l-a născut pe Ahile, Thetis a vrut să-l facă nemuritor. Ahile a fost cufundat în întregime de către mama sa în apele Styxului, însă i-a rămas afară călcâiul de care-l ținea Thetis. O altă versiune spune că Thetis l-a uns pe băiat cu ambrozie și l-a așezat deasupra focului, pentru a-i arde toate componentele de muritor ale corpului și pentru a-l purifica. Întreruptă însă de Peleus, Thetis s-a înfuriat și a dat drumul copilului fără a fi terminat ritualul. Homer nu face nicio referire la această invulnerabilitate în Iliada. Dimpotrivă, descrie o scenă în care Ahile este rănit (În Cartea 21, eroul peonian Asteropaeus, nepotul lui Axios - zeul unui râu - îl provoacă pe Ahile, în apropierea râului Scamandru. El aruncă două sulițe, iar una îi rănește cotul lui Ahile provocându-i sângerare).

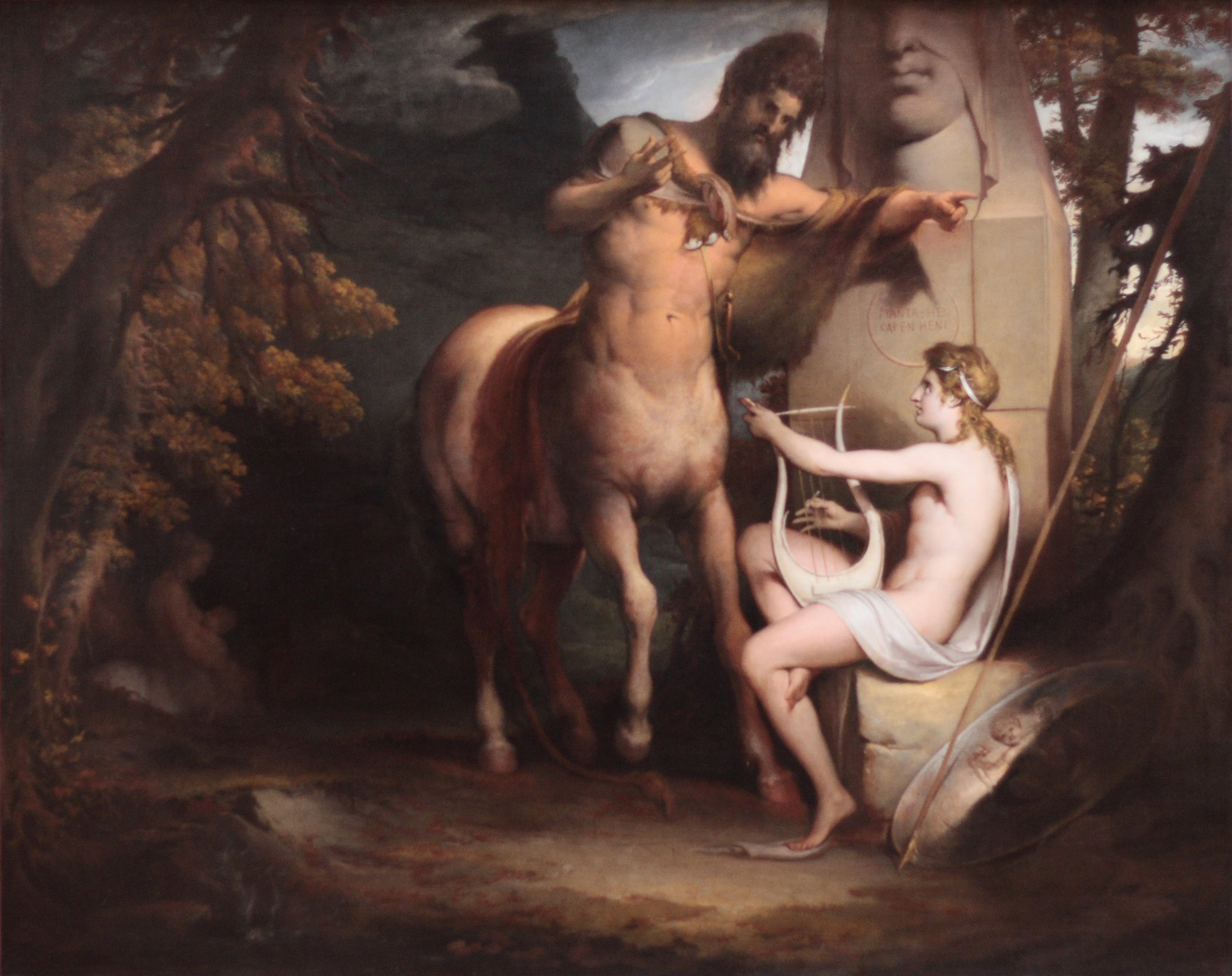
Educația lui Ahile
(tablou de James Barry)

Copil fiind, Ahile a fost încredințat centaurului Chiron, care l-a crescut pe muntele Pelion. Acolo, Ahile a învățat să tragă cu arcul, să vâneze lei și mistreți (la numai șapte ani), să fugă repede ca o căprioară, dar și să cânte din liră și vocal. Ulterior, pentru a-l împiedica să participe la războiul troian - unde știa că-și va găsi moartea, așa cum prorocise preotul Calhas, și încercând să zădărnicească împlinirea destinului - Thetis și-a trimis fiul la curtea lui Lycomedes, regele dolopilor din insula Skyros, care l-a ținut ascuns, deghizat în veșminte femeiești, printre fiicele lui. Una dintre ele, Deidamia, i-a născut lui Ahile un fiu, pe Neoptolem (sau Pyrrhus). Între timp însă, grecii pregăteau războiul împotriva Troiei. La chemarea lui Odiseu și Diomede (care l-au atras printr-un vicleșug), Ahile se alătură armatelor grecești, în fruntea mirmidonilor, împreună cu prietenul său Patrocle și cu bătrânul înțelept Fenix. La despărțire, odată cu plecarea flotei din Aulida, Peleus îi dăruiește lui Ahile armele sale: armurile și sulița primite ca dar de nuntă și caii primiți de la Poseidon.

## Ahile în războiul troian
Conform lui Plutarh și a învățatului bizantin Ioannes Tzetzes, atunci când corăbiile aheilor au ajuns la Troia, Ahile s-a luptat și l-a ucis pe Cicnos din Colones, un fiu al lui Poseidon. Cicnos era invulnerabil, însă avea un punct slab, capul. După Dares Phrygius, tot Ahile este cel care l-a ucis pe Troilos, cel mai tânăr fiu al lui Priam și al Hecubei, în templul zeului Apollo. Trolius avea aproape douăzeci de ani, iar legenda spune că dacă ar fi ajuns la această vârstă Troia ar fi devenit invincibilă.
Tot Ahile a cucerit și legendarul oraș Teba, unde domnea tatăl soției lui Hector, Andromaca. Ahile l-a ucis pe Ection, regele Tebei și pe toți cei șapte fii ai acestuia. Regina, împreună cu toate bogățiile din oraș, cu Chryseis - fiica lui Chryses, preotul lui Apollo - și cu Briseis au fost luate ca pradă de război de către Ahile și mirmidonii săi. Dar Chryseis a fost dată lui Agamemnon.

### Ahile în Iliada

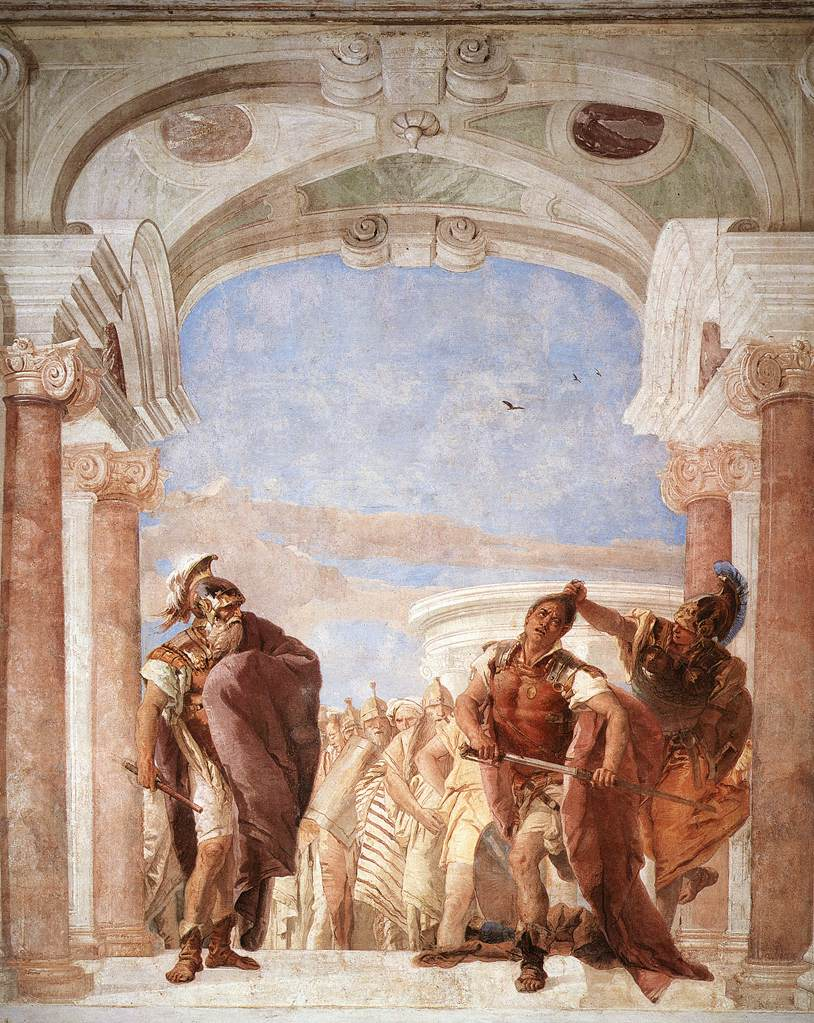
Furia lui Ahile
(tablou de Giovanni Battista Tiepolo)

Iliada lui Homer este cea mai cunoscută relatare a faptelor lui Ahile din timpul războiului troian. Epopeea homerică acoperă doar câteva săptămâni din cadrul războiului și nu prezintă moartea lui Ahile. Începe cu retragerea din luptă a lui Ahile, după ce acesta s-a simțit dezonorat de Agamemnon, comandantul aheilor. Agamemnon luase ca sclavă cu ceva timp în urmă pe Chriseis. Chrises, tatăl acesteia, l-a rugat pe Agamemnon să îi înapoieze fata, dar rugămințile i-au fost refuzate, iar Apollo a trimis asupra aheilor ciumă. În cele din urmă, Agamemnon a renunțat la Chriseis dar și-a luat în schimb altă sclavă, pe Briseis, care îi aparținea însă lui Ahile. Simțindu-se jignit de acest lucru, Ahile a refuzat să mai comande armata mirmidonilor (așa cum va spune mai târziu, Ahile o iubea pe Briseis).
Sperând să-și mențină gloria chiar și în absența sa din luptă, Ahile i-a cerut mamei sale Thetis să-l convingă pe Zeus să îi lase pe troieni să împingă armata grecească înapoi spre mare și astfel să domine lupta. Troienii, conduși de Hector, au reușit să ajungă la corăbiile grecești și să distrugă o parte din ele. Deoarece grecii se aflau aproape de o înfrângere grea, Ahile a îngăduit prietenului său cel mai bun, Patrocle, să conducă armata mirmidonilor în luptă și să folosească propria-i armură. Patrocle a reușit să-i împingă pe troieni dincolo de ziduri dar a fost ucis de Hector înainte de a putea pătrunde în Troia.

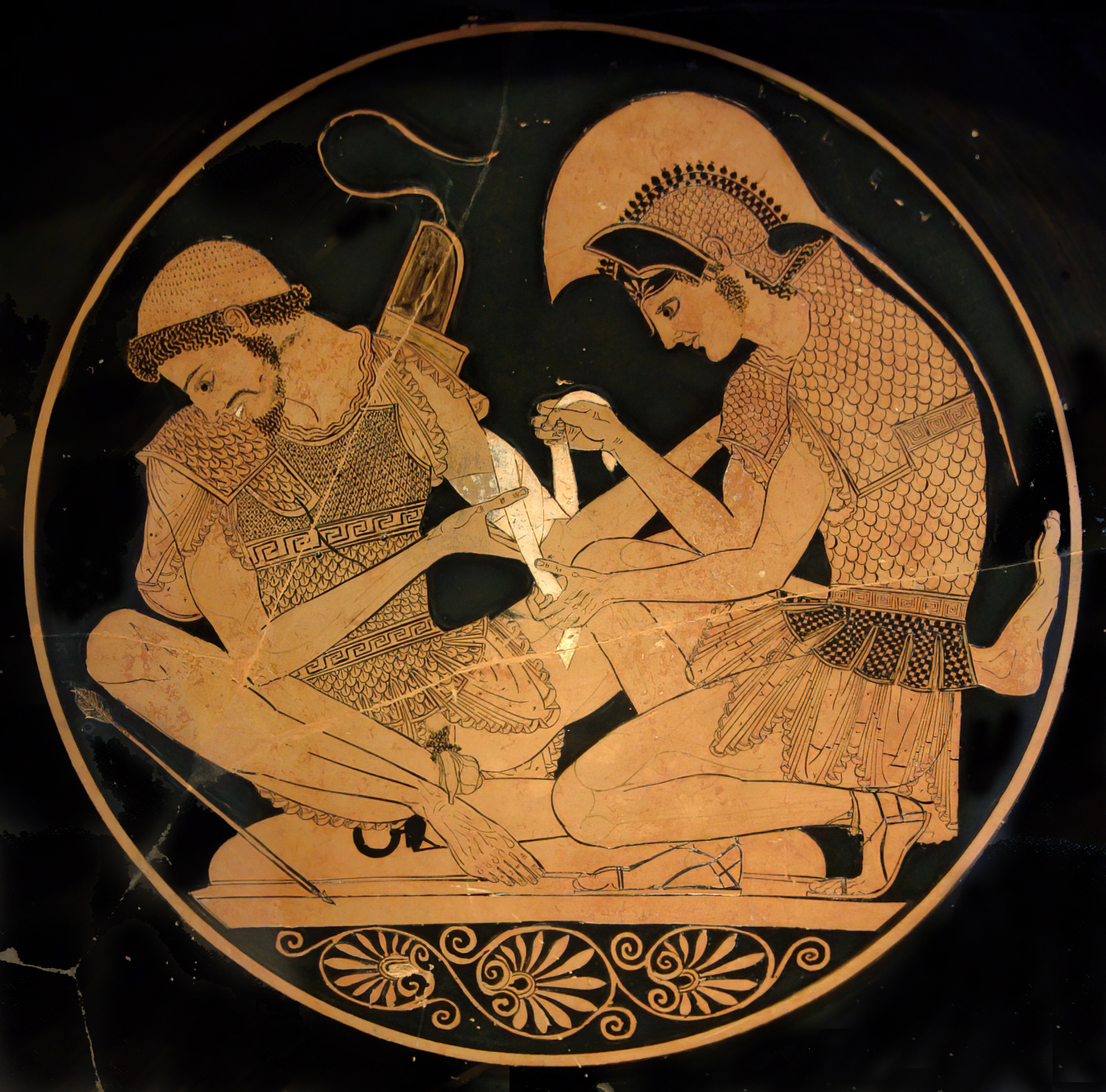
Patrocles și Ahile. Ahile bandajează mâna prietenului său Patrocles

Ahile a suferit după prietenul lui și a ținut în cinstea acestuia multe jocuri funerare. Fiind hotărât să intre în luptă, a făcut rost de o nouă armură la Hefaistos, cu ajutorul mamei sale, deoarece cea pe care i-o dăduse lui Patrocle a fost luată de Hector. Reintrând pe câmpul de luptă, Ahile a omorât un mare număr de dușmani, fiind mereu dornic să-și răzbune prietenul. El chiar s-a luptat cu zeul râului Scamandru - Xanthos - care fusese înfuriat de faptul că Ahile îi murdărise apele cu oamenii pe care îi omorâse. Zeul Xanthos a încercat să-l înece pe Ahile, dar a fost oprit de Hera și Hefaistos. După ce i-a alungat pe troieni în spatele zidurilor, Ahile l-a întâlnit pe Hector și l-a urmărit de trei ori în jurul zidurilor Troiei, până când zeița Atena, luând forma fratelui prințului troian, Deifobos, l-a convins pe Hector să-l înfrunte pe Ahile. Eroul mirmidon îl învinge pe Hector, îl ucide, îl leagă de carul său de luptă și îl trage în jurul câmpului de luptă timp de treisprezece zile. Cu ajutorul zeului Hermes, Priam, tatăl lui Hector, s-a dus la cortul lui Ahile și l-a convins pe acesta să-i dea trupul fiului său pentru a-i face ritualurile funerare. Ultimul pasaj din Iliada este cel al funeraliilor lui Hector.

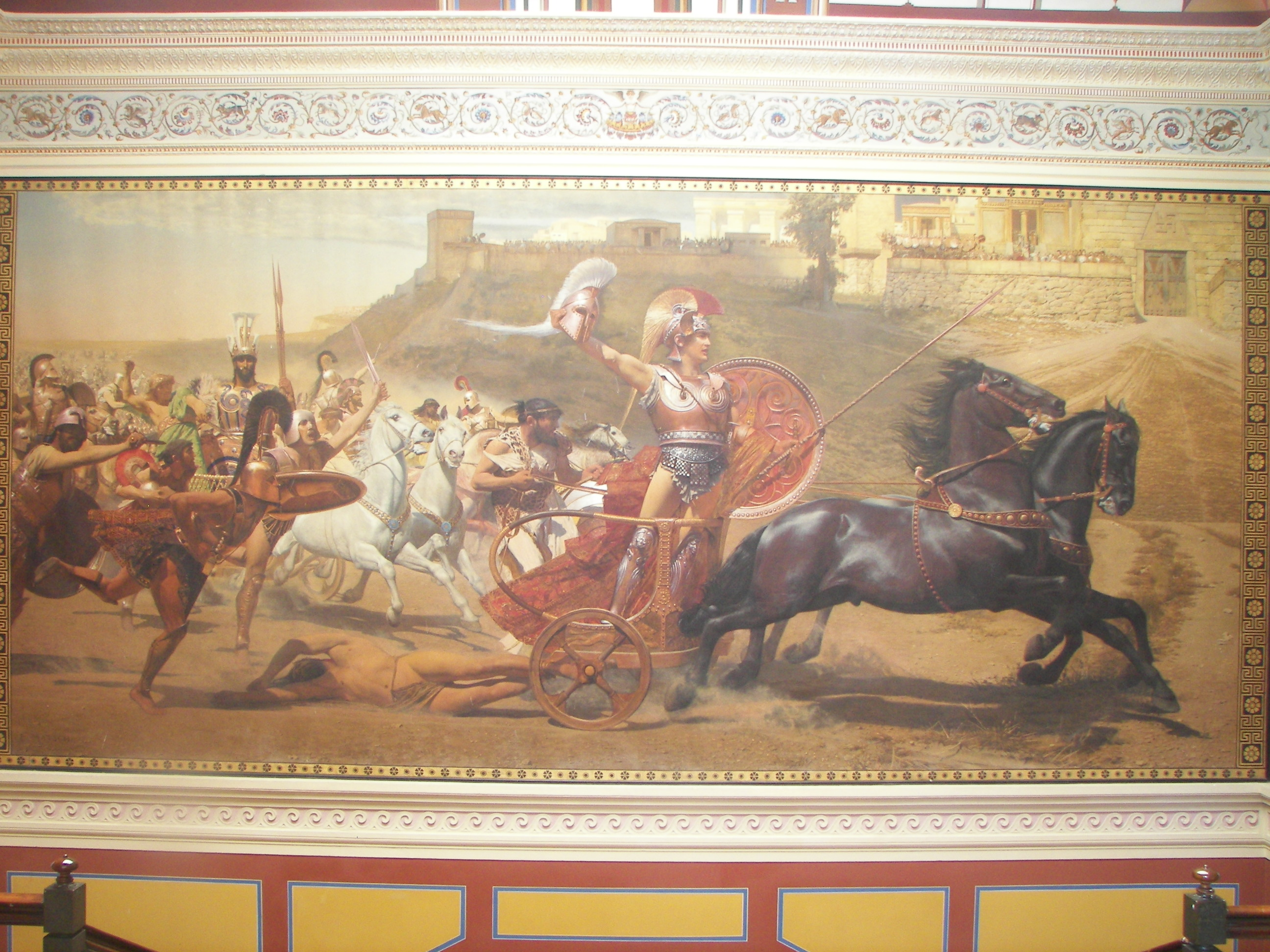
Ahile triumfător trăgând trupul neînsuflețit al lui Hector în fața porților Troiei. (imagine dintr-o frescă panoramică de la palatul Achilleion

### Memnon, Penthesilea și moartea lui Ahile
După armistițiul temporar încheiat cu Priam, Ahile se luptă și o ucide pe regina amazoană Penthesilea, care venise în ajutorul troienilor. Se spune însă că, după uciderea acesteia, Ahile s-a îndrăgostit de chipul tinerei războinice. Soldatul aheu Thersites ia în râs iubirea lui Ahile și este ucis de acesta. După ce trupurile Penthesileei împreună cu alte 12 amazoane sunt date troienilor pentru a le înmormânta și după un scurt pelerinaj la Lesbos unde se purifică de păcatul uciderii lui Theristes, Ahile se întoarce în luptă.
După moartea lui Patrocle, cel mai bun prieten al lui Ahile a devenit Antilohos, fiul lui Nestor. Atunci când regele Memnon din Etiopia - fiul zeiței Eos - l-a ucis pe Antilohos, Ahile este din nou nevoit să caute răzbunare pe câmpul de luptă. Lupta dintre Ahile și Memnon este doar o reproducere a luptei dintre Ahile și Hector, singura diferență fiind că Memnon, spre deosebire de Hector, este fiul unei zeițe. Acest episod stă însă la baza epopeii Aethiopis, care a fost scrisă după Iliada, probabil în secolul al VII-lea î.Hr. Aethiopis este o epopee pierdută, dar există diferite fragmente din ea citate de unii autori de mai târziu. Quintus din Smirna realizează o scurtă povestire a morții lui Memnon.
Așa cum a prezis Hector când se afla în pragul morții, Ahile este ucis de către Paris. O variantă spune că zeul Apollo a îndreptat săgeata lui Paris către călcâiul lui Ahile, unicul său punct sensibil, în timp ce eroul aheu se afla pe câmpul de luptă. O altă variantă susține că Ahile a fost ucis înjunghiat în spate cu un cuțit  de Paris, în timp ce era împreună cu prințesa troiană Polixena, iubita sa, în templul lui Apollo. Amândouă versiunile anulează valoarea și moralitatea ucigașului și nu îl ridică la înălțimea fratelui său Hector, ceea ce ar sugera că Ahile rămâne invincibil pe câmpul de luptă. După moarte, în cinstea eroului sunt ținute jocuri funerale, iar oasele lui sunt așezate cu cele ale lui Patrocle și Antilohos. Arctinus of Miletus menționa în epopeea sa pierdută despre războiul troian că Ahile își trăiește viața de după moarte împreună cu Elena pe insula Leuke.
Armura lui Ahile a reprezentat un motiv de dispută între Odiseu și Aiax, fiul lui Telamon (vărul mai mare a lui Ahile). După o tragere la sorți nedreaptă și după lungi dezbateri, Odiseu a preluat armura, iar Aiax, deznădăjduit, s-a sinucis.
În Odiseea, când Ulise coboară în împărăția lui Hades, Ahile îi spune că este mai bine să fii ultimul argat de pe pământ decât domn în împărăția lui Hades.
În descrierea războiului troian în literatură, teatru și film Ahile este personajul preferat.